# Eleccions legislatives de São Tomé i Príncipe de 2006
Les Eleccions legislatives de São Tomé i Príncipe de 2006 van tenir lloc el 26 de març de 2006. El partit més votat fou la coalició MDFM-PCD. que va obtenir 23 dels 55 escons a l'Assemblea Nacional. La participació fou del 66,9%.

## Partits i Coalicions
Es presentaven a les eleccions 8 partits i dues coalicions
- Moviment per l'Alliberament de São Tomé i Príncipe/Partit Socialdemòcrata (MLSTP-PSD) – el partit que havia obtingut més representació a les eleccions anteriors, amb 24 de 55 escons a l'Assemblea Nacional.
- Moviment Democràtic de les Forces pel Canvi-Partit de Convergència Democràtica (MDFM-PCD), coalició de dos partits formada en 2001 per donar suport al President Fradique de Menezes i que havia obtingut 23 escons.
- Uê Kédadji (UK) – Coalició de cinc partits que havia obtingut 8 escons a les eleccions de 2002. Els partits membres eren el Partit de Renovació Democràtica (PRD), la Unió Nacional per la Democràcia i el Progrés (UNDP), Coalició Democràtica de l'Oposició (CODO), Partit Popular del Progrés (PPP), i el Partit de la Renovació Social (PSR).
- Acció Democràtica Independent (ADI) – es presentà a les eleccions de 2002 com a part d'Uê Kédadji, però va trencar-ne poc després i es presentava a les eleccions en solitari.
- Partit del Treball Santomenc (PTS) – Participà en les eleccions de 2002 però no va obtenir escó a l'Assemblea Nacional.
- Front Democràtic Cristià (FDC) – Partit petit que participà en les eleccions legislatives de 1991, 1994, i 1998 però en cap d'elles va superar el 2% dels vots.
- Partit Liberal Social (PLS) – Partit nou.
- Generació Esperança (GE) – Partit Nou.
- Movimento Novo Rumo (NR) – Nou partit.

## Resultats
| Partits | Vots | %     | Escons |
| --- | ---- | ----- | ------ |
| Coalició MDFM-PCD - Moviment Democràtic de les Forces pel Canvi - Partit Liberal - Partit de Convergència Democràtica - Grup de Reflexió                                                               |      | 36.79 | 23     |
| Moviment per l'Alliberament de São Tomé i Príncipe/Partit Socialdemòcrata |      | 29.47 | 20     |
| Acció Democràtica Independent |      | 20.00 | 11     |
| Movimento Novo Rumo |      | 4.71  | 1      |
| Coalició Uê Kédadji - Partit de Renovació Democràtica - Unió Nacional per la Democràcia i el Progrés - Coalició Democràtica de l'Oposició - Partit Popular del Progrés - Partit de la Renovació Social |      |       | -      |
| Partit del Treball Santomenc |      |       | -      |
| Front Democràtic Cristià |      |       | -      |
| Partit Liberal Social |      |       | -      |
| Generació Esperança |      |       | -      |
| Unió dels Demòcrates per la Ciutadania i el Desenvolupament |      |       | -      |
| Total (participació 66.9%) |      |       | 55     |
| Font: African Elections Database i Adam Carr |      |       |        |